# Tobias Bayer
Tobias Bayer (Ried im Innkreis, 1999. november 17. –) osztrák kerékpáros.

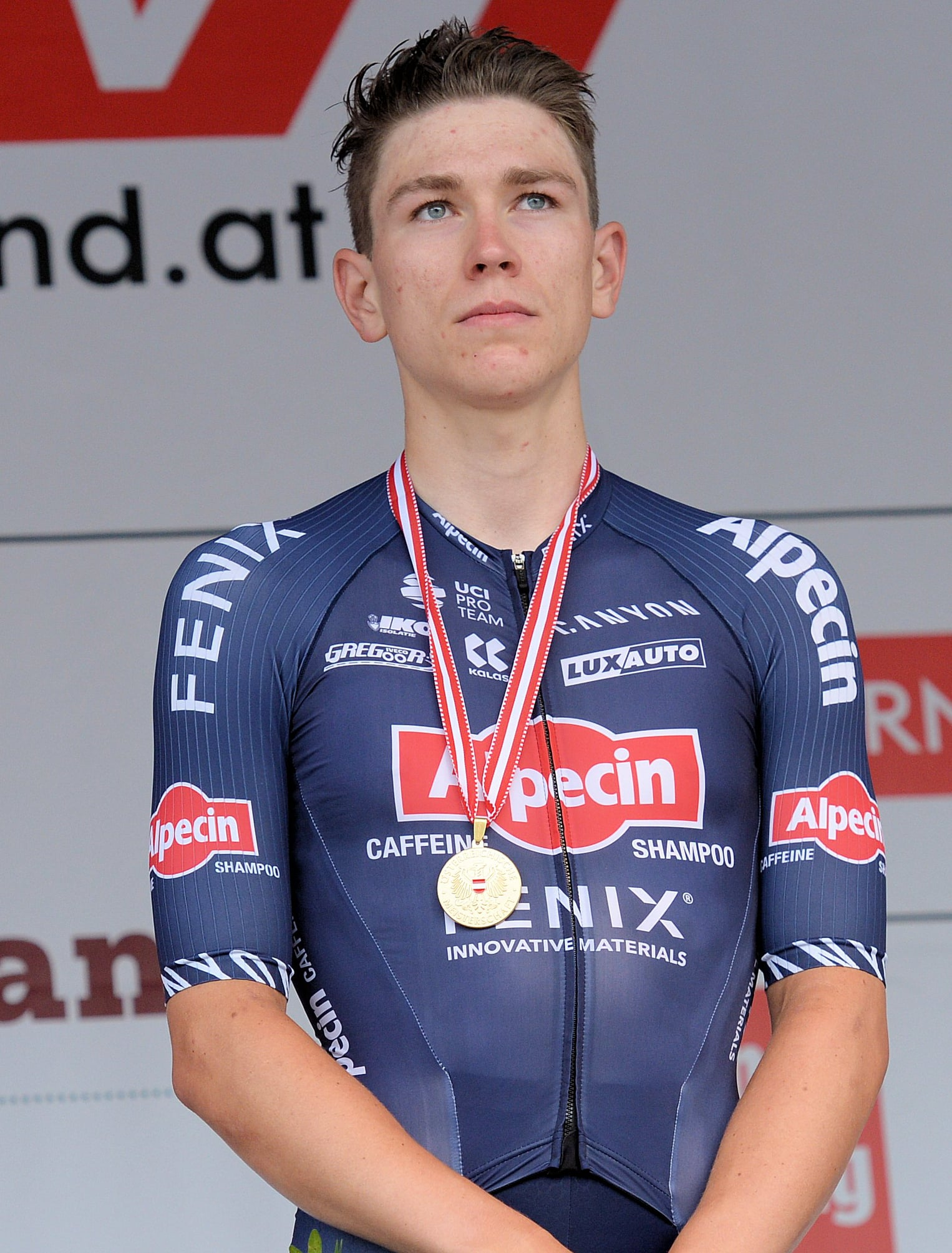

## Karrier
Tobias Bayer 2015-ben kezdett el kerékpározni. Akkoriban az egyik első versenye a Race Around Austria volt a csapatkihívásban.
2017-ben a Bayer megnyerte az osztrák junior címeket cyclocrossban és egyéni időfutamban. Bayer édesapja is kerékpározott, és 1990-ben részt vett az első mountain bike világbajnokságon Coloradóban.
2018-ban Bayer aláírta első profi szerződését a UCI Continental Team Tirol Cycling Team csapatával. Ezzel az UCI kontinentális csapattal indult az innsbrucki világbajnokságon a csapatidőfutamban, és a 17. helyen végzett, ezzel megszerezte az első pontokat az UCI világranglistáján. 2019-ben U23-as országúti bajnok lett. 2020-ban U23-as országos bajnok lett az egyéni időfutamban. Harmadik helyen végzett a Giro Cicistico d'Italia harmadik szakaszán is, amivel rövid ideig vezetett a hegyi besorolásban. Bayer ezután a belgiumi Alpecin-Fenixhez szerződött. 2021-ben U23-as osztrák bajnok lett országúti versenyben és egyéni időfutamban.

## Eredmények
- 2017 Osztrák junior bajnok - cyclocross; Osztrák junior bajnok – egyéni időfutam
- 2018 Összesített helyezés az U23-as osztrák Bundesligában
- 2019 Osztrák országos bajnok (U23) – országúti verseny
- 2020 Osztrák országos bajnok (U23) – egyéni időfutam
- 2021 Osztrák országos bajnok (U23) – egyéni időfutam; osztrák országos bajnok (U23) – országúti verseny
- 2022 Giro d’Italia, 19. szakasz: 6. hely